# Agromyza invaria
Agromyza invaria är en tvåvingeart som först beskrevs av Walker 1857.  Agromyza invaria ingår i släktet Agromyza och familjen minerarflugor. Inga underarter finns listade i Catalogue of Life.